# Ripple, Kent
Ripple är en ort och civil parish i grevskapet Kent i sydöstra England. Orten ligger i distriktet Dover, cirka 4 kilometer sydväst om Deal. Civil parishen hade 350 invånare vid folkräkningen år 2021.